# Alfred Holder
Alfred Holder (født 4. april 1840 i Wien, død 12. januar 1916) var en tysk bibliotekar og filolog.
Holder studerede i Tyskland og Paris, var en årrække lærer, men ansattes 1867 ved biblioteket i Karlsruhe, hvis chef han blev 1872. Han offentliggjorde Handschriften der badischen Hof- u. Landesbibliothek in Karlsruhe (1895—1914). Af klassisk litteratur udgav han Horats (2 bind, 1869—70, sammen med Otto Keller, 1 bind i 2. udgave 1899), Porphyrio (Innsbruck 1894), skrifter af Cæsar, Tacitus og andre, af middelalderlig litteratur Jordanes (Freiburg 1881), Beda (sammesteds 1882), Saxo Grammaticus (Strassburg 1886), Beowulf (Freiburg 1895—99). Endelig har han udgivet Altceltischer Sprachschatz (Leipzig 1896—1914).